# Алина Сомова
Алина Сомова је примабалерина позоришта Марински/Киров из Санкт Петербурга.

## Образовање
Завршила је чувену Ваганова академију и одмах по стицању дипломе примљена је у Киров. Веома брзо добија солистичке, а потом и главне улоге. У сезони 2008/2009. добија звање првакиње.
До сада је одиграла улоге Одете/Одилије у Лабудовом језеру, Китри и Предводнице Дријада у балету Дон Кихот, Жизелу у истоименом балету, Никију у балету Бајадера, главни соло у Силфидама и друге.
Гостовала је на скоро свим значајнијим балетским сценама света.